# Liste der Bodendenkmäler in Riedenberg
Auf dieser Seite sind die Bodendenkmäler in der unterfränkischen Gemeinde Riedenberg zusammengestellt. Diese Tabelle ist eine Teilliste der Liste der Bodendenkmäler in Bayern. Grundlage ist die Bayerische Denkmalliste, die auf Basis des Bayerischen Denkmalschutzgesetzes vom 1. Oktober 1973 erstmals erstellt wurde und seither durch das Bayerische Landesamt für Denkmalpflege geführt wird. Die folgenden Angaben ersetzen nicht die rechtsverbindliche Auskunft der Denkmalschutzbehörde.

## Bodendenkmäler der Gemeinde Riedenberg

### Bodendenkmäler in der Gemarkung Oberriedenberg
| Lage                      | Objekt | Akten-Nr.     | Bild |
| ------------------------- | --- | ------------- | ---- |
| Oberriedenberg (Standort) | Mittelalterliche bis neuzeitliche Glashütte.                                                                                             | D-6-5625-0005 |      |
| Oberriedenberg (Standort) | Untertägige Teile der im Kern frühneuzeitlichen Katholischen Kuratiekirche St. Martin in Riedenberg. Siehe auch: St. Martin (Riedenberg) | D-6-5625-0016 |      |

### Bodendenkmäler in der Gemarkung Römershag
| Lage                 | Objekt                        | Akten-Nr.     | Bild |
| -------------------- | ----------------------------- | ------------- | ---- |
| Römershag (Standort) | Glashütte der frühen Neuzeit. | D-6-5625-0029 |      |

### Bodendenkmäler in der Gemarkung Unterriedenberg
| Lage                       | Objekt                                           | Akten-Nr.     | Bild |
| -------------------------- | ------------------------------------------------ | ------------- | ---- |
| Unterriedenberg (Standort) | Glashütte des hohen und des späten Mittelalters. | D-6-5625-0033 |      |